# Parasemia bicolor
Parasemia bicolor là một loài bướm đêm thuộc phân họ Arctiinae, họ Erebidae.